# Seznam iranskih skladateljev
Seznam iranskih skladateljev.

## Iranska glasba
- Mohammad Reza Lotfi
- Hossein Alizadeh
- Hossein Dehlavi
- Farhad Fakhroddini
- Fereydun Farzaneh
- Shahrokh Khajehnuri
- Ruhollah Khaleqi
- Sharif Lotfi
- Alireza Mashayekhi
- Muhammad-Taqi Masudiyeh
- Gholamreza Minbashiyan
- Amir Teymuri
- Hossein Nasehi
- Mostafa Kamal Pourtorab
- Hasan Riyahi
- Kiyavash Sahebnasaq
- Heshmat Sanjari
- Javad Maroufi

### Zahodna klasična glasba
- Lily Afshar
- Aminollah Hussein
- Lotfi Mansouri
- Idin Samimi Mofakham
- Alexander (Ali) Rahbari
- Anoushiravan Rohani
- Shahrdad Rohani
- Nima A. Rowshan
- Loris Tjeknavorian (Loris Cheknavarian)